# دین اقلیت
دین اقلیت (انگلیسی: Minority religion) یک دین است که در اختیار اقلیت از جمعیت یک کشور، ایالت یا منطقه است. ادیان اقلیت ممکن است تابع انگ اجتماعی یا تبعیض باشند. نمونه ای از انگ استفاده از اصطلاح فرقه با معانی بسیار منفی آن برای برخی جنبش‌های نوپدید دینی است. افرادی که به یک مذهب اقلیت تعلق دارند ممکن است در معرض تبعیض و تعصب قرار گیرند، به ویژه زمانی که تفاوت های مذهبی با تفاوت های قومی مرتبط باشد.
در برخی از کشورها قوانینی برای حمایت از حقوق اقلیت های دینی مانند حمایت از فرهنگ اقلیت ها و ایجاد هماهنگی با اکثریت وضع شده است.